# Battaglia del Ponte di Dessau
La battaglia del ponte di Dessau, o battaglia di Dessau (in tedesco, Schlacht bei Dessau), fu combattuta il 25 aprile 1626, durante la fase danese della guerra dei trent'anni. Vide coinvolti l'esercito protestante del conte Ernst von Mansfeld e le forze imperiali al comando di Albrecht von Wallenstein; l'esercito protestante venne sconfitto e inseguito fino in Ungheria.

## Eventi che condussero alla battaglia
Dopo la sconfitta delle forze protestanti tedesche nella fase boema della guerra, nel 1625 il re di Danimarca Cristiano IV scese in campo per risollevare le sorti del protestantesimo nel conflitto ed impedire uno strapotere degli Asburgo in germania. I piani per l'offensiva prevedevano che le truppe di Cristiano di Brunswick, schierate in Renania, affrontassero le forze contrapposte della Lega cattolica comandate dal conte di Tilly, mentre Cristiano avanzava da nord e Mansfeld da est, proveniente dal Brandeburgo.
Tali piani furono vanificati dall'ingresso in campo di un secondo esercito cattolico, arruolato appositamente dall'Imperatore e posto agli ordini del generale Albrecht von Wallenstein; alla notizia dei movimenti protestanti, questo esercito si mosse per contrastare quello di Mansfeld, che aveva raggiunto il fiume Elba presso Dessau, ma aveva trovato il locale ponte sul fiume occupato da forze imperiali agli ordini di Johann von Aldringen. A questo punto Mansfeld si preparò a forzare il passaggio sul fiume.

## Svolgimento della battaglia
Con l'arrivo del corpo principale di Wallenstein, gli imperiali potevano contare su una forza di circa 20 000 uomini, con quasi 90 cannoni, e su una forte posizione difensiva trincerata; Mansfeld poteva opporre circa 12 000 uomini, ma tentò comunque l'assalto in quanto non aveva stimato correttamente l'ammontare delle forze avversarie.
Nonostante la maggiore esperienza delle truppe protestanti e il tentativo da parte di Mansfeld di concentrare il peso delle proprie forze, tutti gli assalti furono respinti, e presto divenne chiara la reale entità dell'esercito imperiale; Wallenstein, dopo il fallimento di vari assalti protestanti, ordinò una carica di cavalleria sui fianchi avversari. Durante questo attacco, un carro di munizioni protestante esplose, provocando molte vittime e costringendo Mansfeld a ritirarsi, dopo avere perso circa 4 000 uomini, un terzo del suo esercito.

## Conseguenze
La battaglia si rivelò decisiva sia dal punto di vista tattico che strategico. Tilly era riuscito a respingere le forze di Cristiano di Brunswick, e Wallenstein, che si apprestava ad inseguire Mansfeld, poté inviare al proprio alleato circa 8 000 uomini di rinforzo, grazie ai quali Tilly riportò una vittoria decisiva sui danesi nella battaglia di Lutter; nel frattempo le forze di Mansfeld, incalzate dagli imperiali, si ritirarono verso l'Ungheria, dove cercarono di mettersi al servizio del voivoda di Transilvania, Gabriele Bethlen. Questi preferì intavolare trattative con l'Imperatore, e l'esercito si disperse; Mansfeld stesso morì di malattia il 29 novembre 1626.